# Beethoven-Gymnasium Bonn

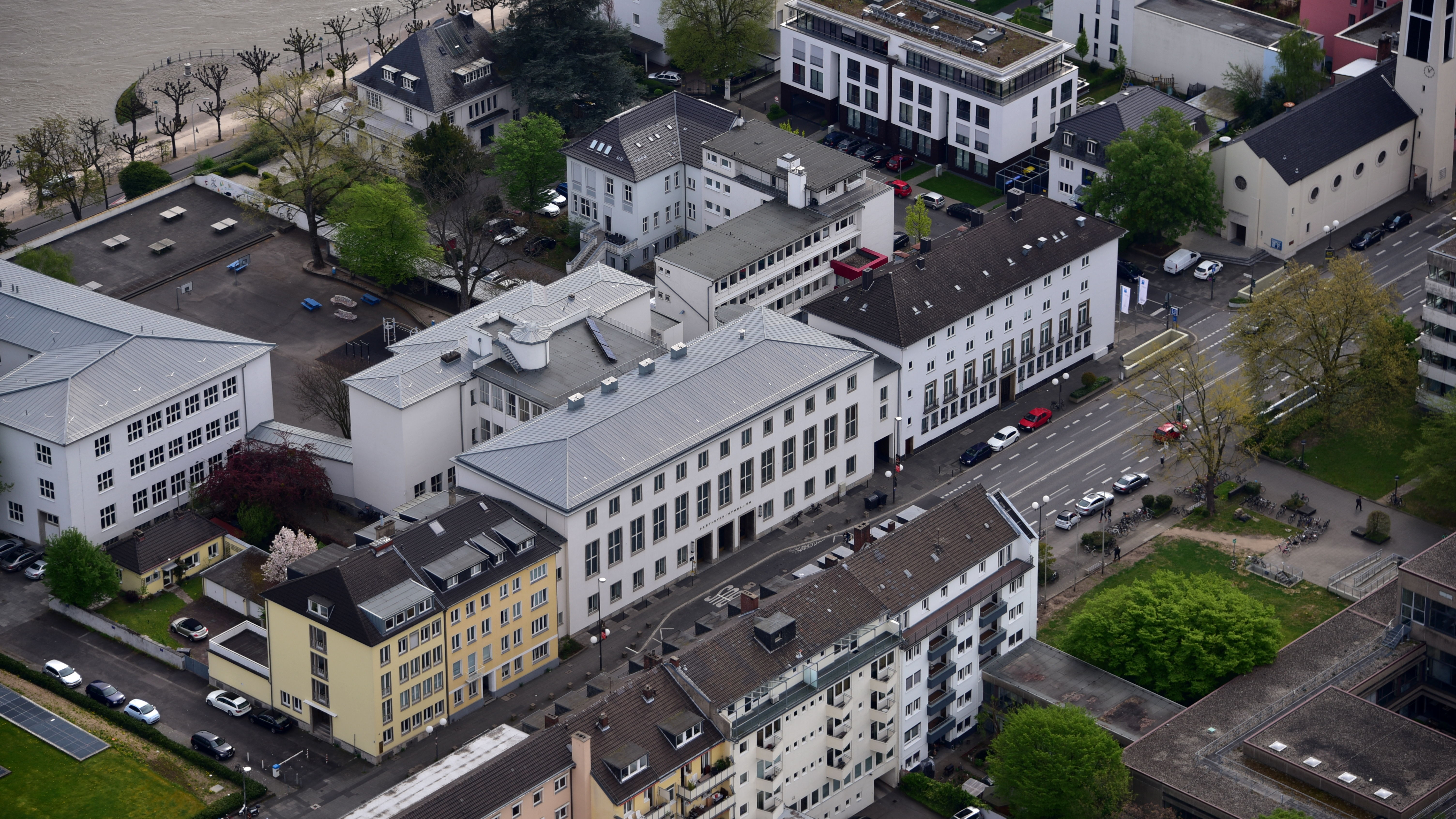
Beethoven-Gymnasium Bonn, Luftaufnahme (2016)

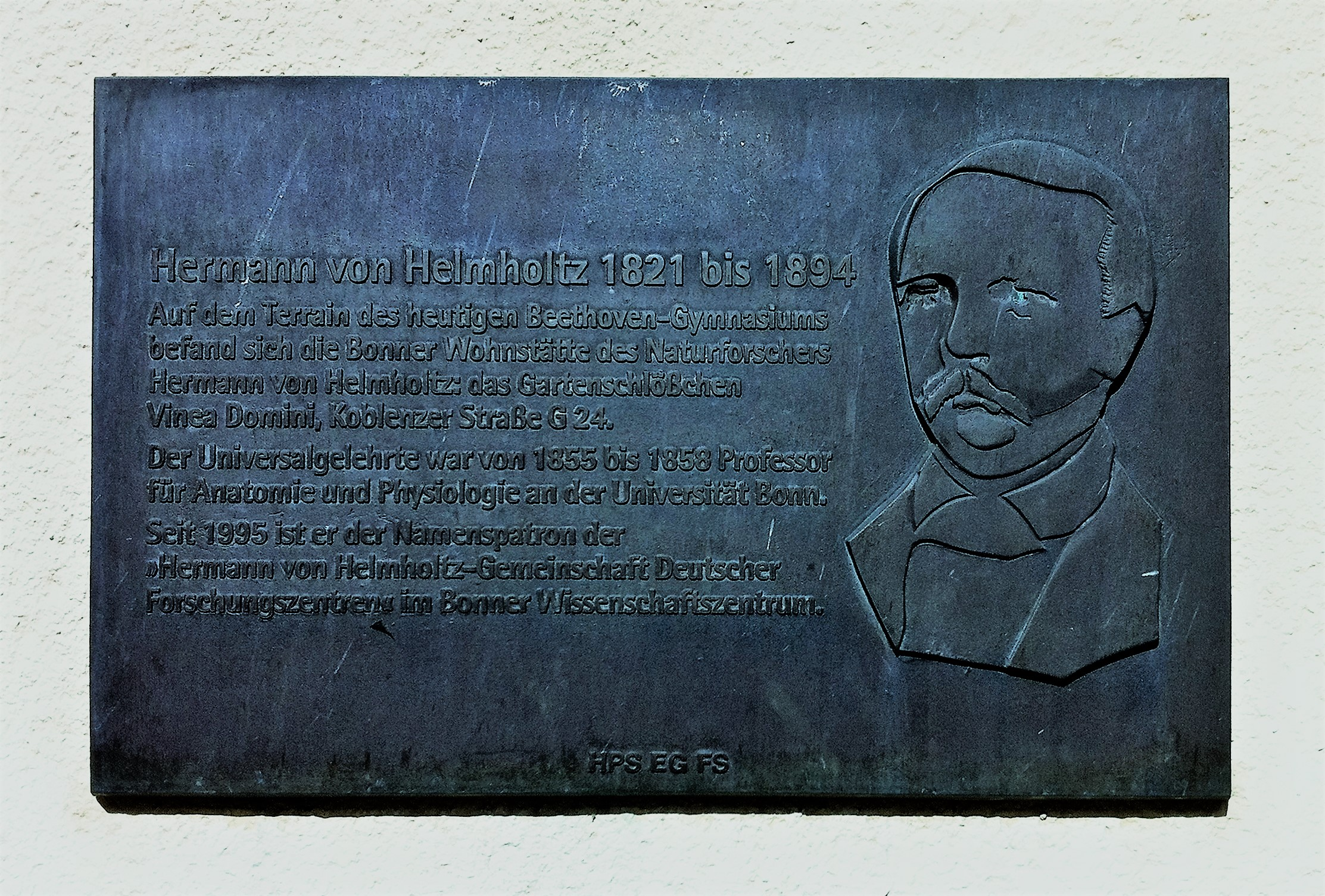
Beethoven-Gymnasium, ehemals Helmholtz-Gymnasium, Gedenktafel für Hermann von Helmholtz auf einer Außenwand an der Adenauerallee

Das Bonner Beethoven-Gymnasium ist ein humanistisches Gymnasium mit mathematischem und sprachlichem Schwerpunkt, insbesondere auf den alten Sprachen. Es ist die mit Abstand älteste höhere Schule in Bonn und Umgebung sowie mit ca. 950 Schülern eine der größten.

## Geschichte
Das heutige Beethoven-Gymnasium wurde 1626 als Minoritengymnasium gegründet und war zunächst in der Bonner Brüdergasse ansässig. 1673 wurde es von den Jesuiten übernommen, die den Unterricht in zwei Gebäude an der Ecke Gudenaugasse/Wenzelgasse verlegten. Bombardements im Pfälzischen Erbfolgekrieg 1689 und ein Brand 1714 zerstörten die Schule mehrmals; sie wurde aber jeweils sofort wiederaufgebaut. 1736 zog die Schule in ein neuerrichtetes Gebäude in der Bonngasse gegenüber der Jesuitenkirche (heute Namen-Jesu-Kirche), nicht weit von dem Haus entfernt, in dem 1770 Ludwig van Beethoven geboren wurde.
Nach der Aufhebung des Jesuitenordens 1773 wurde die Schule in eine kurfürstlich-kölnische, also staatliche Lehranstalt umgewandelt. Ab 1777 bildete das Gymnasium die unteren fünf Klassen der von Kurfürst Max Friedrich neugegründeten Akademie („Maxische Akademie“), die 1786 durch ein Dekret Kaiser Josephs II. zur Universität erhoben wurde. Das Gymnasium blieb als Philologische Fakultät deren Teil; ab 1789 war auch Beethoven dort eingeschrieben.
Mit Beginn der französischen Besetzung der Rheinlande 1794 wurde die Universität geschlossen; das Gymnasium aber bestand fort und wurde zunächst nach französischem Muster in eine „École centrale“, dann in eine „École secondaire“ und schließlich 1806 in ein „Lycée imperial“ umgewandelt. Während die Schulgebäude in der Bonngasse von der französischen Regierung für andere Zwecke genutzt wurden, fand der Schulbetrieb ab 1807 im dafür hergerichteten östlichen Hofgarten-Flügel des ehemaligen Kurfürstlichen Schlosses statt.
Nachdem Bonn 1815 im Gefolge des Wiener Kongresses an Preußen gefallen war, erhielt die Schule 1816 den Namen „Königlich-Preußisches Gymnasium Bonn“ und konnte ihre zwischenzeitlich erweiterten alten Gebäude wieder beziehen. Bis zur Gründung der „Höheren Bürgerschule“ 1882 (des heutigen Ernst-Moritz-Arndt-Gymnasiums) blieb sie das einzige Gymnasium in Bonn.
1888–91 wurde an der damaligen Koblenzer Straße (der heutigen Adenauerallee) in der Bonner Südstadt ein Neubau errichtet, den die Schule im Oktober 1891 bezog. Nach dem Ersten Weltkrieg trug sie kurzzeitig den Namen „Helmholtz-Gymnasium“, bevor sie schließlich 1925 ihren heutigen Namen erhielt.
Im Oktober 1944 wurde das Schulgebäude während eines Bombenangriffs teilzerstört; auch große Teile der Bibliothek und die meisten Schulakten wurden dabei vernichtet. Nach Kriegsende fand der Schulbetrieb zunächst in Räumen der erzbischöflichen Liebfrauenschule in der Königstraße statt. 1951 konnte dann das an alter Stelle in der Koblenzer Straße wiederaufgebaute Schulgebäude bezogen werden, in dem das Beethoven-Gymnasium bis heute untergebracht ist. Bis 1952 erfolgte die Erweiterung um einen Anbau zum Rheinufer hin, der auf dem Gelände des ehemaligen kurfürstlichen Lustschlösschens Vinea Domini errichtet worden war.
Eine Erwähnung am Rande findet das Beethoven-Gymnasium in dem Roman „Ansichten eines Clowns“ von Heinrich Böll.

## Heute
Aufgrund des altsprachlichen Schwerpunktes ist Latein am Beethoven-Gymnasium Pflichtfach. Des Weiteren sind Altgriechisch sowie Althebräisch wählbar, neben dem Pflichtfach Englisch auch die neueren Sprachen Französisch und Italienisch. Die Schule unterhält Austauschprogramme mit der Skinners’ School in Tunbridge Wells, der Weald of Kent Grammer School in Tonbridge sowie mit dem Lycée Stanislas in Paris und dem Liceo Cavalleri in Mailand-Canegrate; regelmäßig werden Studienfahrten nach England, Frankreich, Griechenland, Malta und Polen unternommen.
Traditionell wird in den Jahrgangsstufen 5, 7 und 8 eine Klassenfahrt angeboten, wobei sich die einwöchigen Fahrten der jeweiligen Jahrgangsstufen 7 und 8 nach Hirschegg im Kleinwalsertal hervorheben, auf denen durch die begleitenden Lehrer und durch Ehemalige des Gymnasiums Skiunterricht erteilt wird.
Wie viele andere Schulen auch bietet das Beethoven-Gymnasium eine große Anzahl an Arbeitsgemeinschaften und Betätigungsmöglichkeiten außerhalb der Schulzeit. So beherbergt die Schule seit seiner Gründung 1891 den Gymnasial-Turnverein Bonn 1891 e. V. (GTV), heute der zweitälteste Schülerturnverein Deutschlands. Mit dem 1895 ebenfalls von Schülern des Beethoven-Gymnasiums gegründeten Gymnasial-Ruderverein Bonn e. V. (GRV) ist auch einer der ältesten Schülerrudervereine Nordrhein-Westfalens an die Schule angeschlossen. Beide Vereine werden von Schülern organisiert und jeweils von einem Lehrer als „Protektor“ betreut; zudem existieren eigene Ehemaligenverbände.
Seit 1953 besteht die Gesellschaft der Freunde und Förderer des Beethoven-Gymnasiums in Bonn e. V. (GFF), in der jetzige und ehemalige Schülereltern und Lehrer sowie ehemalige Schüler mitwirken.
1983 erfolgte der Eintrag Vinea Domini Archigymnasii Bonnensis in die amtliche Weinbergrolle Nordrhein-Westfalens. Lehrer und Schüler des Beethoven-Gymnasiums pflegen seitdem den Rebhügel in der Bonner Rheinaue, der nach der Lese an der Ahr unter dem Lagenamen Rheinaue gekeltert wird.
Das Beethoven-Gymnasium pflegt eine Schulpartnerschaft mit dem "Colegio Ludwig van Beethoven" in Arequipa, Peru. 
Eine Besonderheit am Beethoven-Gymnasium ist die Anwendung des sogenannten „Lehrer-Fachraum-Prinzips“, welches bedeutet, dass nicht die Lehrer zwischen den Unterrichtsstunden die Räume wechseln, um die einzelnen Klassen aufzusuchen, sondern die Schüler, während jeder Lehrer einen ihm zugewiesenen Raum besitzt. Dieses Prinzip wurde in den 1980er Jahren entwickelt und diente nach seiner Bewährung mehreren Schulen als Vorbild.

## Persönlichkeiten

### Bekannte Absolventen
- Hans-Dieter Arntz (* 1941), Gymnasiallehrer und Regionalhistoriker
- Patrick Bahners (* 1967), Journalist und Autor
- Ludwig van Beethoven (1770–1827), Komponist und Pianist
- Ralf-Dieter Brunowsky (* 1949), Journalist, Publizist und Kommunikationsberater
- Hans-Christoph Buch (* 1944), Schriftsteller, Essayist und Reporter
- Joseph Burkart (1798–1874), Bergrat und Forschungsreisender
- Wolfgang Burr (1939–2017), Jurist und Beamter
- Guido Déus (* 1968), Politiker
- Peter Gustav Lejeune Dirichlet (1805–1859), Mathematiker
- Jessica Eisermann, Journalistin, Soziologin und Medienwissenschaftlerin
- Friedrich Endemann (1857–1936), Rechtswissenschaftler
- Dieter Engels (* 1950), Jurist
- Eugen Ewig (1913–2006), Historiker
- Benedikt Fischer (1964–2021), Fernsehjournalist und Autor von Dokumentarfilmen
- Gerhard Ernst von Hamm (1692–1776), Rechtswissenschaftler und Hochschullehrer
- Kai Hirdt (* 1976), PR-Berater, Science-Fiction-Autor, Comictexter und Verleger
- Alex Jolig (* 1963), Gastronom, Sänger, Schauspieler
- Gottfried Kinkel (1815–1882), evangelischer Theologe, Professor für Kunst-, Literatur- und Kulturgeschichte, Schriftsteller, Kirchenlieddichter und Politiker
- Hans Gerd Klais (* 1930), Orgelbauer
- Hans-Reinhard Koch (* 1941), Ophthalmologe und Verleger
- Alexander Koenig (1858–1940), Zoologe
- Peter Kraemer (1901–1990), Politiker
- Arnold Kürten (1842–1912), Arzt
- Hans Langendörfer (* 1951), römisch-katholischer Ordenspriester der Jesuiten
- Stephan Ley (1867–1964), Pädagoge, Beethoven-Forscher und Musikschriftsteller
- Paul Leyhausen (1916–1998), Zoologe und Verhaltensforscher
- Klaus Luhmer (1916–2011), Jesuit und Pädagoge
- Heinrich Lützeler (1902–1988), Philosoph, Kunsthistoriker und Literaturwissenschaftler
- Fritz Rupprecht Mathieu (1925–2010), Maler, Bildhauer und Grafiker
- Dieter Mertens (1931–1989), Arbeits- und Bildungsforscher
- Gerhard Mensching (1932–1992), Schriftsteller, Puppenspieler und Germanist
- Johann Christian Multer (1768–1838), römisch-katholischer Geistlicher, Theologe und Kirchenrechtler
- Hermann Friedrich Perthes (1840–1883), Klassischer Philologe und Gymnasiallehrer
- Alfred Philippson (1864–1953), Geograph
- Rudolf Pörtner jun. (* 1944), mittellateinischer Philologe
- Anton Raaff (1714–1797), Opernsänger
- Heinrich Reifferscheid (1872–1945), Maler
- Konrad Repgen (1923–2017), Historiker
- Carl Roettgen (1837–1909), Kunstsammler
- Stascha Rohmer (* 1966), Philosoph
- Christoph B. Rüger (* 1937), provinzialrömischer Archäologe
- Heinrich Ruster (1884–1942), Schriftsteller und Widerstandskämpfer
- Herbert Schäfer (* 1968), Schauspieler
- Ferdinand August Schmidt (1852–1929), Sportphysiologe, Sportarzt und wissenschaftlicher Mitbegründer der Leibeserziehung
- Wilhelm Schmidt (1884–1974), Zoologe
- Hermann Schmitz (1928–2021), Philosoph
- Hagen Schulze (1943–2014), Historiker
- Karl Simrock (1802–1876), Dichter und Philologe
- Günther Steeg (1930–2018), Journalist
- Norbert Trelle (* 1942), römisch-katholischer Geistlicher
- Hans Trimborn (1891–1979), Maler und Musiker
- Maurus Wolter (1825–1890), Benediktiner

### Bekannte Lehrkräfte
- Alexander Bertram Joseph Minola (1759–1829), 1814–1818 Lehrer der Geschichte und Geographie
- Hermann Deiters (1833–1907), 1858–1869 Lehrer, 1883–1885 Rektor
- Heinz Feuerborn (1930–2018), unterrichtete von 1957 bis 1993 als Sport- und Kunstlehrer am Beethoven-Gymnasium
- Jean Baptiste Godart (1725–1825), von 1810 bis Januar 1814 Schulleiter („Proviseur de Lycée“)
- Josef Vitalian Lomberg (1739–1805), Professor für öffentliches Recht am Gymnasium von 1774 bis zur Gründung der Akademie 1777
- Josef Müller (1875–1945), 1907 bis 1911 am Beethoven-Gymnasium
- Karl Arno Pfeiff (1909–1997), Klassischer Archäologe und Altphilologe, nach dem Zweiten Weltkrieg Lehrer am Beethoven-Gymnasium
- Hans Schick (1889–1967), 1932/33 Referendar am Beethoven-Gymnasium
- Ludwig Schopen (1799–1867), ab 1821 Lehrer, 1847–1867 Rektor
- Günther Scholl (1923–2011), ein Bekannter von Günter Grass und Vorbild der Romanfigur „Scholle“ in dessen Roman Die Blechtrommel, unterrichtete von 1955 bis 1987 ebenfalls Kunst am Beethoven-Gymnasium[2][3]
- Max Siebourg (1863–1936), 1898 bis 1907 am Beethoven-Gymnasium